# Heteropanax fragrans
Heteropanax fragrans är en araliaväxtart som först beskrevs av William Roxburgh, och fick sitt nu gällande namn av Berthold Carl Seemann. Heteropanax fragrans ingår i släktet Heteropanax och familjen Araliaceae.

## Underarter
Arten delas in i följande underarter:
- H. f. attenuatus
- H. f. ferrugineus
- H. f. fragrans